# Lepidostoma cascadense
Lepidostoma cascadense är en nattsländeart som först beskrevs av Milne 1936.  Lepidostoma cascadense ingår i släktet Lepidostoma och familjen kantrörsnattsländor. Inga underarter finns listade i Catalogue of Life.